# فواز العتيبي
فواز العتيبي لاعب كرة قدم سعودي ، يلعب كلاعب وسط يلعب في نادي الشروق و لعب سابقاً في نادي الروضة.